# F 11 (sommergibile)
L’F 11 è stato un sommergibile della Regia Marina.

## Storia
Una volta operativo fu dislocato ad Ancona, al comando del tenente di vascello Antonio Meriotti.
Fu impiegato in funzione offensiva lungo le coste adriatiche facenti parte dell'Impero austro-ungarico.
Il 16 novembre 1917 fu inviato, insieme al gemello F 13, al largo di Cortellazzo, a contrasto del bombardamento effettuato dalle corazzate austroungariche Wien e Budapest contro le batterie d’artiglieria e le linee italiane di quella località: l'intervento dei due sommergibili, di aerei e dei MAS 13 e 15 contribuì a disturbare l'azione nemica, sino al ritiro delle due corazzate.
Svolse complessivamente 16 missioni belliche, tutte prive di risultati.
Il 6 novembre 1918 salpò da Ancona e partecipò, insieme ai MAS 15 e 22, all'occupazione di Ugliano, Pasman e Meleda; l'indomani prese possesso dell'Isola Grossa (vicino a Zara).
Essendosi i motori ridotti in cattivo stato, fu disarmato nel settembre 1919, radiato e demolito.